# ギャレット・ウェズリー (政治家)
ギャレット・ウェズリー（英語: Garret Wesley、1665年ごろ – 1728年9月23日）は、アイルランド王国の政治家。アイルランド庶民院議員（在任：1692年 –  1693年、1695年 – 1699年、1711年 – 1714年、1727年 – 1728年）を務めた。

## 生涯
ギャレット・ウェズリー（Garret Wesley、1682年5月16日までに没、ウィリアム・ウェズリーの息子）と妻エリザベス（Elizabeth、旧姓コリー（Colley）、ダドリー・コリーの長女）の次男として、1665年ごろに生まれた。
1692年から1693年までトリム選挙区の、1695年から1699年までアスボイ選挙区の、1711年から1714年までミーズ選挙区の代表としてアイルランド庶民院議員を務め、1727年から1728年まで再びトリム選挙区の代表として議員を務めた。
兄ウィリアムが子女のないまま死去すると、その遺産を継承した。
1728年9月23日に死去した。1727年3月13日に立てた遺言状に基づき、母方のいとこ（母の兄弟ヘンリーの次男）にあたるリチャード・コリーが遺産を継承、コリーは姓をウェズリーに改めた。

## 家族
キャサリン・キーティング（Katherine Keating、1745年4月14日没、モーリス・キーティングの娘）と結婚したが、2人の間に子供はいなかった。